# Književnost u 1906.
◄◄ | ◄ | 1903. | 1904. | 1905. | 1906.  | 1907. | 1908. | 1909. | ► | ►►
Arhitektura • Astronomija • Biologija • Film • Fotografija • Glazba • Kazalište • Kemija • Kiparstvo • Knjige • Književnost • Kršćanstvo • Meteorologija • Medicina • Planinarstvo • Politika • Pravo • Promet • Slikarstvo • Strip • Šport • Televizija • Znanost • Zrakoplovstvo • Željeznički promet
Književnost u 1906.

## Svijet

### Književna djela
- Čudesno putovanje Nilsa Holgerssona kroz Švedsku (I. dio) Selme Lagerlöf

### Nagrade i priznanja
- Nobelova nagrada za književnost:

### Rođenja
- 13. travnja – Samuel Beckett, irski dramatičar i romanopisac († 1989.)

### Smrti
- 23. svibnja – Henrik Ibsen, norveški književnik (* 1828.)

## Hrvatska i u Hrvata

### Smrti
- 21. kolovoza – Josip Kozarac, hrvatski prozaist (* 1858.)

## Vanjske poveznice
|  | Zajednički poslužitelj ima još gradiva o temi Književnost u 1906. |